# 월봉초등학교 (광주)
월봉초등학교는 대한민국 광주광역시 광산구 산월동에 있는 공립 초등학교이다.

## 학교 연혁
- 2005. 03. 01 월봉초등학교(23학급) 개교
- 2016. 03. 01 제5대 이미라 교장 취임
- 2017. 02. 17 제12회 졸업식(졸업생 160명, 총 2204명)
- 2018. 02. 09 제13회 졸업식(졸업생 149명, 총 2353명)
- 2018. 09. 01 제6대 신은영 교장 취임
- 2019. 01. 07 제14회 졸업식(졸업생 138명, 총 2491명)
- 2019. 03. 01 42학급으로 증설(특수학급 1학급)
- 2020. 01. 07 제15회 졸업식(졸업생 158명, 총 2653명)
- 2021. 01. 14 제16회 졸업식(졸업생 130명, 총 2738명)
- 2021. 03. 01 43학급으로 증설(특수학급 1학급)

## 학교 상징
- 교화 - 철쭉 : 사랑, 열정
- 교목 - 소나무 : 씩씩한 기상과 의지
- 교색 - 녹색 : 희망, 푸른 꿈

## 참고 자료
- 월봉초등학교 - 한국교육학술정보원 학교알리미